# Марта Малагурски
Марта Малагурски (Нови Сад, 25. август 1934 — Нови Сад, 21. март 2010) је књижевни и телевизијски преводилац са енглеског на српски језик.

## Биографија
Марта Малагурски је рођена 1934. године у Новом Саду. Она је један од најзначајнијих филмских преводилаца у Југославији. Своју професионалну каријеру провела је радећи на Телевизији Београд. Превела је на хиљаде филмова и серија. Преводила је прве епизоде серије Мапет шоу-а. Такође је радила на преводу цртаног филма Открића без граница.

## Преводи књига
Превела је са енглеског језика следеће књиге:
- Дневник бесне домаћице (енгл. Diary of a Mad Housewife), Сју Кофмен, Београдски издавачко-графички завод, 1973. године[2][а],
- Месец од хартије (енгл. Paper Moon), Џо Дејвид Браун, Београдски издавачко-графички завод, 1977. године[3],
- Љубавници и коцкари (енгл. Lovers and gamblers), Џеки Колинс, Слобода, 1987. године[4],
- Безбедна заједница - Живот без повреда[б], Мирјана Миланков, НЦПППБ, Нови Сад, 2008. године.[5]

## Занимљивости
- Марта Малагурски је дала имена ликовима из серије Мапет шоу.[1]
- У доба почетка одржавања београдског ФЕСТ-а Марта је, услед недостатка технологије, преводила филмове симултано.[1]
- На превременим парламентарним изборима 2003. године Марта је била на листи „Демократска алтернатива“, Небојше Човића.[6]